# Беевский курган
Беевский курган (Беева Могила) расположен возле северной части посёлка Пантелеймоновка (Донецкой области, Украина). Среди местного населения носит название «Беевская гора».
Представляет собой естественную гору, на которой около 18—17 вв. до н. э. во времена бабинской культуры в эпоху средней бронзы было совершено захоронение мужчины-воина, перекрытое курганной насыпью, состоящей из земли, дерева и камней. Размеры кургана: до 100 метров в диаметре, 16 метров в высоту.
В 1990 г. экспедицией Донецкого областного краеведческого музея (рук. Ю. Б. Полидович) на кургане проводились раскопки, все найденные артефакты хранятся в краеведческом музее Донецка и в музее истории Горловки.
В настоящее время курган варварски уничтожен (выбором грунта и песка для строительных работ).

## Схема кургана
В Беевском кургане находилось три захоронения. Цифрой 1 (см. схему) обозначен главный склеп, в котором был захоронен вождь, два других захоронения были сделаны позже.